# Национално знаме на Сингапур
Националното знаме на Сингапур е прието на 3 декември 1959 година. Знамето е съставено от две хоризонтални ленти в червено и бяло. На червената е изобразен бял полумесец и пет звезди.
Червеният цвят символизира равенството на хората, а бялото символизира чистота. Полумесецът символизира млада нация, а звездите съответно – демокрация, мир, прогрес, справедливост и равенство.

## Знаме през годините
- (1874 – 1942)
- (1946 – 1959)